# Liste der Naturdenkmale in Abtsteinach
Die Liste der Naturdenkmale in Abtsteinach nennt die im Gebiet der Gemeinde Abtsteinach im Landkreis Bergstraße in Hessen gelegenen Naturdenkmale.

## Liste
| Bild | Bezeichnung                                               | Ortsteil, Lage                                  | Beschreibung                                                                                 | Art          | Nr.      |
| ---- | --------------------------------------------------------- | ----------------------------------------------- | -------------------------------------------------------------------------------------------- | ------------ | -------- |
| BW   | 4 Rosskastanien (Aesculus hippocastanum) auf dem Friedhof | Ober-Abtsteinach 49° 32′ 49″ N, 8° 47′ 2,1″ O   | Gruppe von 4 starken Rosskastanien mit alter Kreuzigungsgruppe aus Buntsandstein.            | Rosskastanie | 431.1-21 |
| BW   | Gabelkiefer (Pinus silvestris)                            | Unter-Abtsteinach 49° 32′ 1,8″ N, 8° 48′ 7,2″ O | Aufgrund ihrer besonderen Stammgabelung geschützte Kiefer unterhalb Hardberg am Buchbrunnen. | Kiefer       | 431.1-31 |